# Gerald Pichowetz

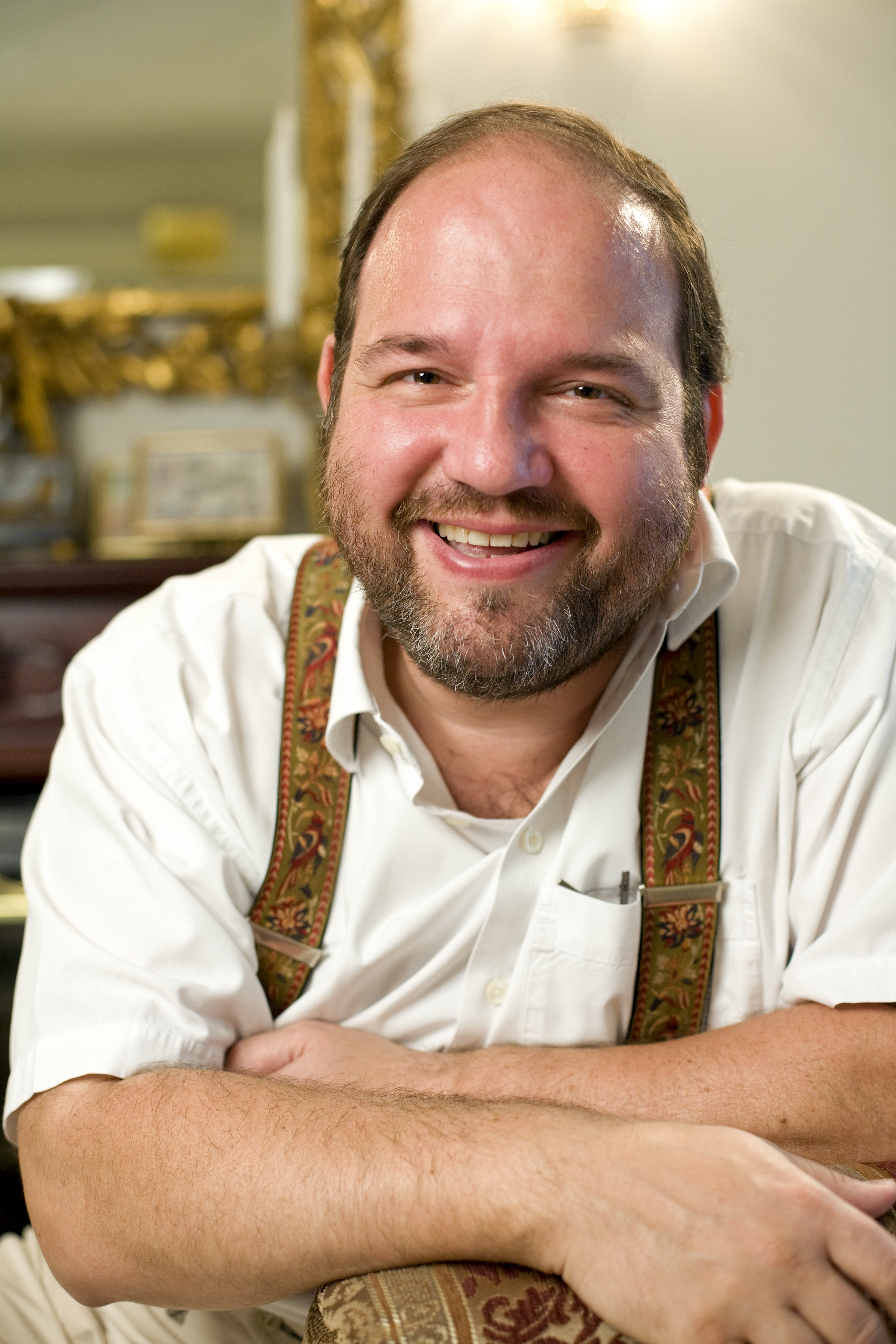
Gerald Pichowetz, 2010

Gerald Pichowetz (* 1. August 1964 in Wien; † 17. Juni 2024 ebenda) war ein österreichischer Film- und Theaterschauspieler.

## Leben
Pichowetz besuchte mit 17 Jahren die Schauspielschule Krauss in Wien und nahm Schauspielunterricht nach der Stanislawski-Methode bei Lola Braxton. Anschließend gründete er das Theater Bühne 21, das er 20 Jahre lang mit großem Erfolg führte. Am 10. Oktober 2001 eröffnete er das Gloria-Theater in Wien, das er bis zu seinem Tod als Direktor leitete. Auf dem Spielplan stehen unter anderem Komödien, Boulevard-Stücke, Singspiele, Musicals und Operetten. Im Herbst 2016 feierte das Gloria-Theater sein 15-jähriges Bestehen.
Er arbeitete im Ensemble mit Schauspielern wie unter anderen Elfriede Ott, Waltraut Haas, Jazz Gitti, Hilde Rom, Dorothea Parton, Edith Leyrer, Hilli Reschl, Guggi Löwinger, Helga Papouschek, Peter Lodynski und Fritz Muliar zusammen.
Der Schauspieler wirkte unter anderem in Produktionen wie Boeing-Boeing, Oscar, Der Mustergatte, Sonntag in New York, Don Camillo und Peppone, Der Meisterboxer, Schein oder nicht Schein, Arsen und Spitzenhäubchen, Loriots heile Welt, Die spanische Fliege, Biedermann und die Brandstifter, Schwejk, Die Mausefalle, Was Ihr wollt, Komödie der Irrungen (Dromeo v. Syrakus, Dromeo v. Ephesus), Der Hauptmann von Köpenick, Der Bockerer und Die Nervensäge mit.

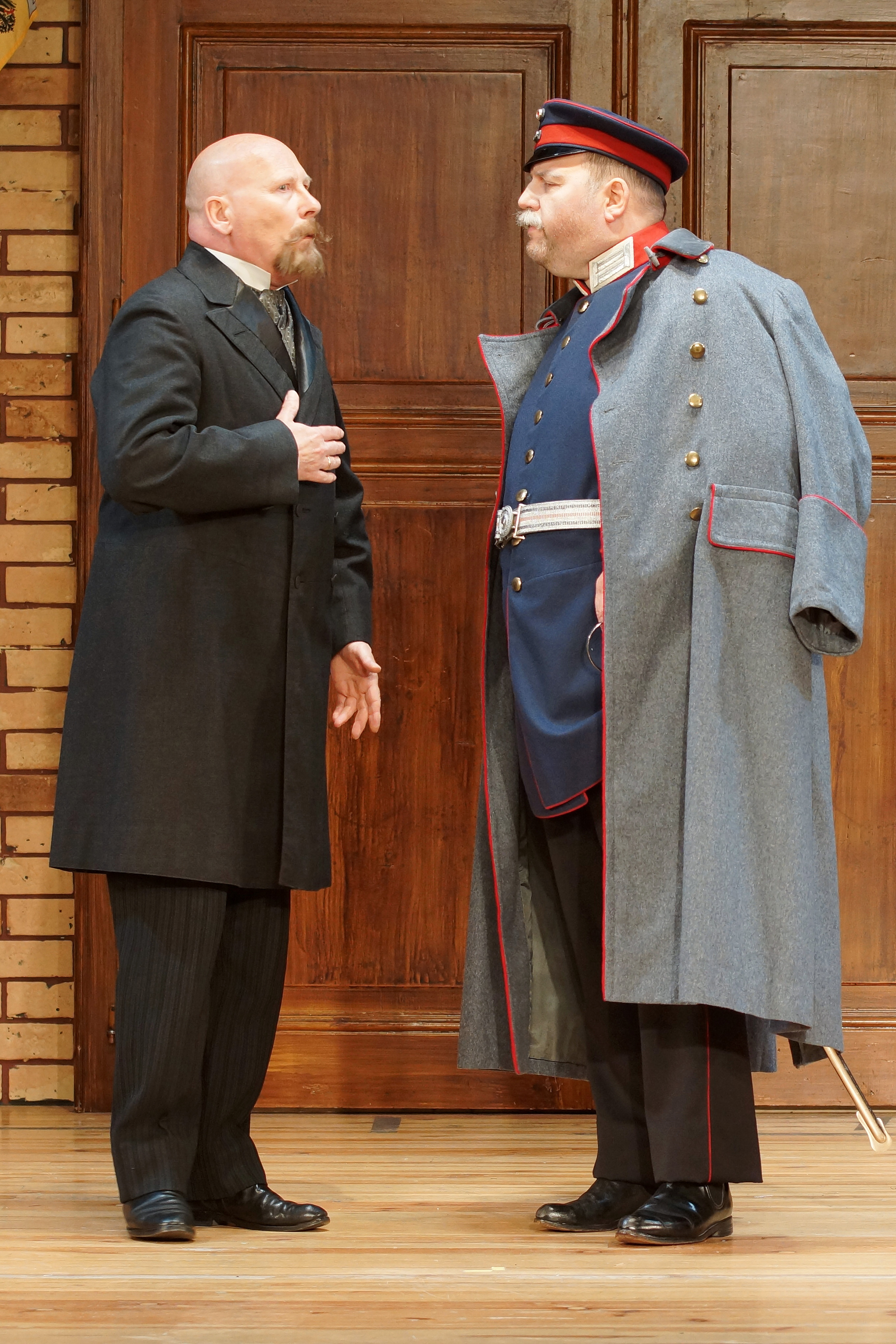
Der Hauptmann von Köpenick mit Peter Faerber, 2014

In vielen Produktionen war er nicht nur Darsteller, sondern führte ebenfalls Regie.
An der Volksoper Wien gab er in der Saison 2007/08 sein Debüt als Cupido (Orpheus in der Unterwelt) und war als General/Eunuch (Das Land des Lächelns) und Süffle (Der Vogelhändler) zu sehen. Weitere Musicals und Operetten als Darsteller/Regisseur folgten, unter anderem im Stadttheater Baden, im Metropol, in den Kammerspielen, in der Wiener Kammeroper und im Operettensommer Kufstein.
Nach einem Einbruch in das Haus von Pichowetz im Dezember 2014 schrieb er in einem 744 Wörter langen Beitrag auf Facebook unter anderem:

„Meine Frau freut sich Euch Armen, mit 100 % ausländischem Hintergrund, ihren gesamten, hart erarbeiteten und schwer verdienten Schmuck schenken zu dürfen … Aber keine Sorge, wir reichen, fettgefressenen Österreicher, können uns das ja leisten – reden uns auch unsere Politiker ein, darum sind ja so viele von Euch da! Nehmt uns nur was weg – am besten Alles! Wir sind ja so reich und kaufen uns alles nach!!! … Klar, Betteln, Hausieren, Einbrechen und Koks verhökern, sind einträgliche Geschäfte und fördern die Wirtschaft – leider steuerfrei! Das muss sich ändern!“

Nach Kritik an seinen Aussagen erklärte Pichowetz in einem Interview: „Ich stehe zu meinem Kommentar und bin sicher kein Ausländerfeind. […] Alle fordern immer Toleranz und dergleichen, aber diese Banden machen die Bemühungen so vieler Leute einfach kaputt.“
Pichowetz war SPÖ-Mitglied und unterstützte Eugen Freund im Wahlkampf 2015.
Im Oktober 2016 gab Kulturlandesrat Helmut Bieler (SPÖ) auf einer Pressekonferenz in Eisenstadt bekannt, dass Gerald Pichowetz ab der Saison 2018 die Seefestspiele Mörbisch als Intendant leiten werde. Am 31. Mai 2017 wurde im Rahmen einer Pressekonferenz mitgeteilt, dass man es sich doch anders überlegt habe und Pichowetz nicht als Intendant engagiere, der Vertrag sei einvernehmlich gelöst worden. Stattdessen wurde Peter Edelmann als zukünftiger Leiter vorgestellt.
Pichowetz war mit seiner Schauspielkollegin Angelika Zoidl liiert, die in vielen Produktionen des Gloria-Theaters mitwirkte, und war Vater von zwei Söhnen. In der Nacht vom 16. auf den 17. Juni 2024 starb er in seinem Zuhause im Wiener Gemeindebezirk Floridsdorf im Alter von 59 Jahren. Er wurde am Groß-Jedlersdorfer Friedhof (Gruppe 3L, Reihe 26, Nummer 4) bestattet.

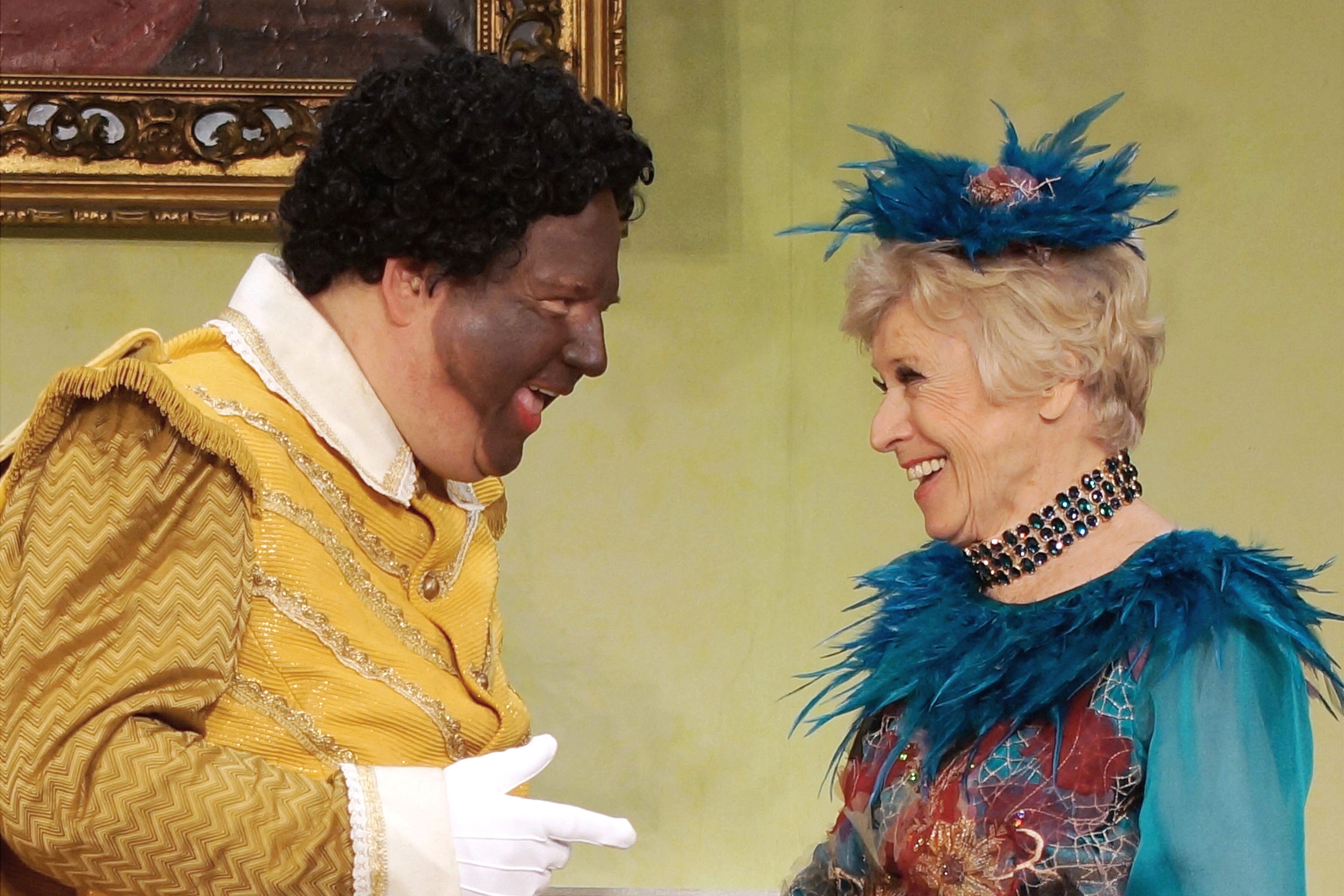
Otello darf nicht platzen mit Waltraut Haas, 2016

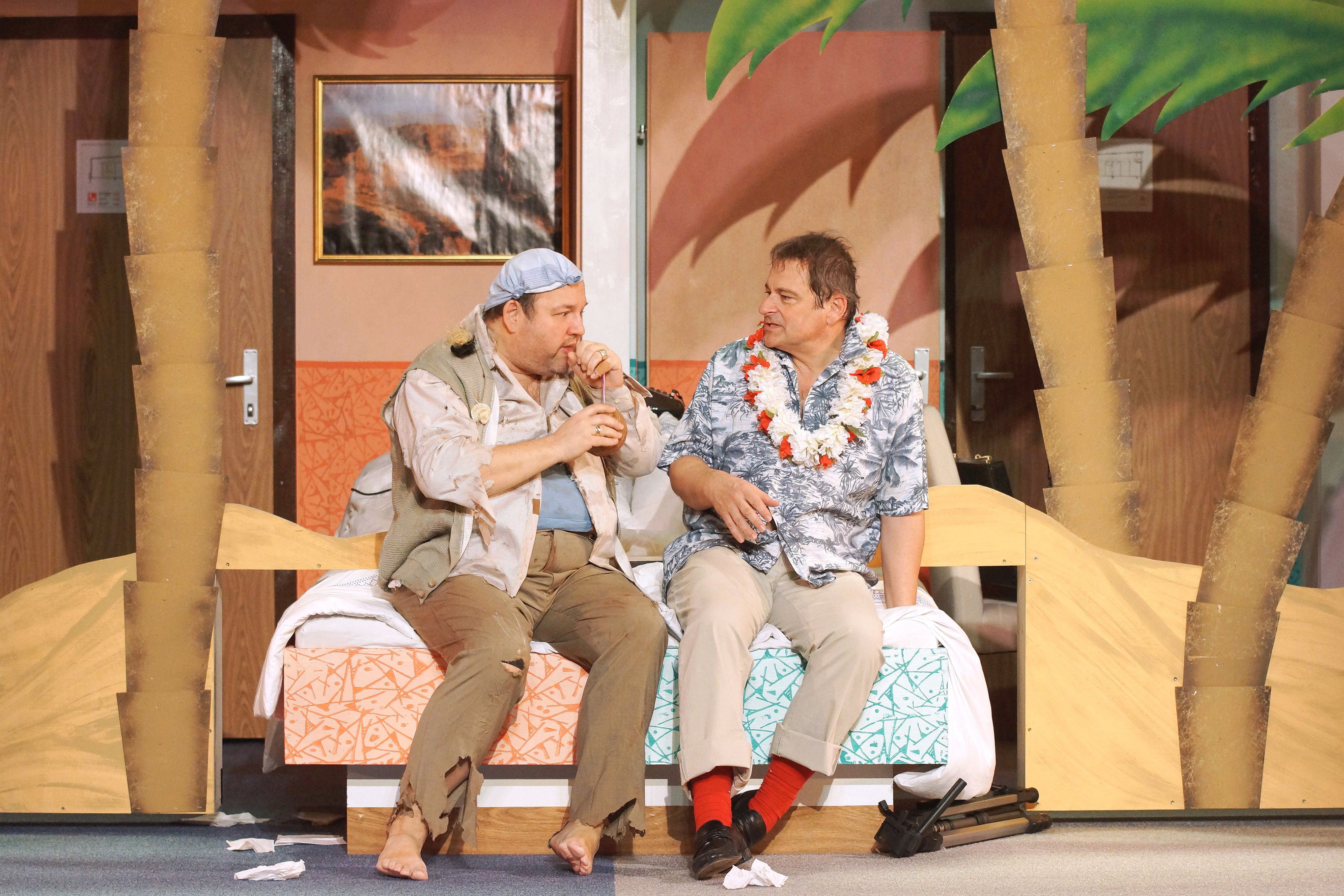
Die Nervensäge mit Andreas Steppan (2017)

## Theaterrollen und Inszenierungen
- Fledermaus (Frosch) – Wiener Kammeroper
- My Fair Lady (Dolittle) – Stadttheater Baden
- Kiss Me Kate (Ganove), auch Regie – Gloria-Theater Wien
- Boccaccio (Lambertuccio), auch Regie – Wiener Kammeroper
- Der kleine Horrorladen (Little Shop of Horrors) (Mr. Mushnik) – Gloria-Theater Wien
- Die Schwestern von Prag von Wenzel Müller (Schwester)
- Dieser Herr Andersen (Olaf Klausen, auch Regie) – Gloria-Theater Wien
- 2 Herzen im 3/4 Takt (Theaterdirektor) – Stadttheater Baden
- Irma la Douce (Moustache und Regie) – Gloria-Theater Wien
- Guys & Dolls von Frank Loesser (Inspektor Brannigan) – Volksoper Wien
- Das Weiße Rössl (Gieseke), Metropol
- Saison in Salzburg – Wiener Kammerspiele
- Der Mann von La Mancha (Sancho Pansa) – Oper Graz
- Gräfin Mariza von Emmerich Kálmán (Penizek) – Operettensommer Kufstein
- Der Vogelhändler von Carl Zeller (Inszenierung) – Operettensommer Kufstein
- Die Nervensäge von Françis Veber (Hauptrolle) – Gloria-Theater Wien
- Der Zigeunerbaron von Johann Strauß (Inszenierung) – Operettensommer Kufstein

Dem österreichischen Fernsehpublikum ist Pichowetz vor allem durch seine Darstellung des Franzi „Fünfer“ Mayerhofer in Ernst Hinterbergers Fernsehserie Kaisermühlen Blues bekannt, wie auch aus folgenden Film- und Fernseh-Produktionen: Comedy-Express, Zeitzündler, Achtung Kamera (teilweise auch Redaktion), Union-Gala, Wer lacht gewinnt, Alles TV, Die grünen Fensterläden, Mozart & Meisel, Tohuwabohu und Dolce Vita. 2013 wirkte Pichowetz in der 8. Staffel von Dancing Stars im ORF mit.
Viele Jahre war Pichowetz als Werbe- und Synchron-Sprecher tätig.

## Trivia
Pichowetz war Eisenbahnfreund, Modelleisenbahner sowie Sammler historischer Pferdeschlitten.